# Kazak labdarúgó-bajnokság (első osztály)
A Kazak Premjer-liga a kazak labdarúgó-bajnokságok legmagasabb osztálya, melyet 1992-ben alapítottak, jelenleg tizenkét csapat részvételével zajlik. A bajnokságokat (beleértve a másodosztályt is) a Kazak labdarúgó-szövetség felügyeli. A szezon tavasz elején kezdődik és késő ősszel ér véget.

## A bajnokság jelenlegi rendszere
A pontvadászat 12 csapat részvételével tavaszi-őszi lebonyolításban zajlik, és két fő részből áll: egy alapszakaszból és egy felső-, és alsóházi helyosztó rájátszásból. Az alapszakasz során a 12 csapat körmérkőzéses rendszerben mérkőzik meg egymással: minden csapat minden csapattal kétszer játszik, egyszer pályaválasztóként, egyszer pedig vendégként.
Az alapszakasz végső sorrendjét a 22 bajnoki forduló mérkőzéseinek eredményei határozták meg a szerzett összpontszám alapján kialakított rangsor szerint. A mérkőzések győztes csapatai 3 pontot, döntetlen esetén mindkét csapat 1-1 pontot kapott. Vereség esetén nem járt pont.
Azonos összpontszám esetén az alapszakasz sorrendjét az alábbi szempontok alapján határozzák meg:
1. a bajnokságban elért győzelmek száma;
2. a bajnoki mérkőzések gólkülönbsége.

A helyosztó rájátszásokban a csapatok magukkal viszik minden alapszakaszbeli eredményüket, azonban összpontszámaikat megfelezik, és felfele kerekítik. A helyosztó csoportokon belül pedig újra körmérkőzéses rendszerben mérkőznek meg egymással. Minden csapat minden csapattal kétszer játszik, egyszer pályaválasztóként, egyszer pedig vendégként. A helyosztó rájátszás, egyben a bajnokság végső sorrendjét a 32 bajnoki forduló eredményei alapján határozzák meg. A bajnokság első helyezett csapata a felsőházi rájátszásban a legtöbb összpontszámot szerzett egyesület, míg az utolsó helyezett csapat az alsóházi rájátszásban a legkevesebb összpontszámot szerzett egyesület lesz.
Azonos összpontszám esetén a bajnoki sorrendet az alábbi szempontok alapján határozzák meg:
1. az alapszakaszban elért győzelmek száma
2. a bajnoki mérkőzések gólkülönbsége
3. a bajnoki mérkőzéseken szerzett gólok száma

A felsőházi rájátszás győztese a kazak bajnok, a 11. és 12. helyezett csapatok pedig kiesnek a másodosztályba.

## A bajnokság elnevezései
- Top Division (1992–2001)
- Super League (2002–2007)
- Premjer-liga (2008–)

## A bajnokság csapatai a 2017-es szezonban
| Csapat            | Város       | Stadion                         | Befogadóképesség |
| ----------------- | ----------- | ------------------------------- | ---------------- |
| Aktöbe            | Aktöbe      | Központi stadion                | 13,200           |
| Akzsajik          | Oral        | Pjotr Atojan Stadion            | 8,320            |
| Asztana           | Nur-Szultan | Asztana Aréna                   | 30,244           |
| Atirau            | Atirau      | Munajsi Stadion                 | 8,690            |
| Jertisz Pavlodar  | Pavlodar    | Központi stadion                | 15,000           |
| Kajrat            | Almati      | Központi stadion                | 23,804           |
| Okzsetpesz        | Köksetau    | Torpedo Stadion                 | 4,158            |
| Ordabaszi         | Simkent     | Kazsimukan Munajtpaszov Stadion | 37,000           |
| Sahtyor Karagandi | Karagandi   | Sahtyor Stadion                 | 19,000           |
| Taraz             | Taraz       | Központi stadion                | 12,525           |
| Tobil Kosztanaj   | Kosztanaj   | Központi Stadion                | 10,500           |
| Zsetiszu          | Taldikorgan | Zsetiszu Stadion                | 4,000            |

## Bajnoki dobogósok és gólkirályok
| Idény | Bajnok           | Ezüstérmes        | Bronzérmes       | Gólkirály                                                                                |
| ----- | ---------------- | ----------------- | ---------------- | ---------------------------------------------------------------------------------------- |
| 1992  | Kajrat Almati    | SZKIF-Ordabaszi   | Jertisz Pavlodar | Szergej Kogaj (Kajszar Kizilorda, 21 góllal)                                             |
| 1993  | Jertisz Pavlodar | Ekibasztuzec      | Gornyak          | Alekszandr Smarikov (Taraz FK, 28 góllal)                                                |
| 1994  | Szemej FK        | Jertisz Pavlodar  | Zsiger Simkent   | Oleg Litvinenko (Taraz FK, 20 góllal)                                                    |
| 1995  | Szemej FK        | Taraz FK          | Sahter Karagandi | Andrej Mirosnicsenko (Szemej FK, 23 góllal)                                              |
| 1996  | Taraz FK         | Jertisz Pavlodar  | Szemej           | Viktor Antonov (Jertisz Pavlodar, 21 góllal)                                             |
| 1997  | Jertisz Pavlodar | Taraz FK          | Kajrat Almati    | Nurken Mazbajev (Taraz FK, 16 góllal)                                                    |
| 1998  | Szemej FK        | Ekibasztuzec      | Jertisz Pavlodar | Oleg Litvinenko (Szemej FK, 14 góllal)                                                   |
| 1999  | Jertisz Pavlodar | Jeszil Bogatir    | Kajrat Almati    | Rejepmyrat Agabaýew (Kajrat Almati, 24 góllal)                                           |
| 2000  | Asztana FK       | Jeszil Bogatir    | Jertisz Pavlodar | Nilton Pereira Mendes (Jertisz Pavlodar, 21 góllal)                                      |
| 2001  | Asztana FK       | Atirau FK         | Jeszil Bogatir   | Arszen Tlehugov (Asztana FK, 30 góllal)                                                  |
| 2002  | Jertisz Pavlodar | Atirau FK         | Tobil Kosztanaj  | Jevgenij Lunev (Sahter Karagandi, 16 góllal)                                             |
| 2003  | Jertisz Pavlodar | Tobil Kosztanaj   | Asztana FK       | Andrej Finoncsenko (Sahter Karagandi, 18 góllal)                                         |
| 2004  | Kajrat Almati    | Jertisz Pavlodar  | Tobil Kosztanaj  | Ulugʻbek Baqoyev (Tobil Kosztanaj, 22 góllal) Arszen Tlehugov (Kajrat Almati, 22 góllal) |
| 2005  | Aktöbe FK        | Tobil Kosztanaj   | Kajrat Almati    | Murat Tlesev (Jertisz Pavlodar, 20 góllal)                                               |
| 2006  | Asztana FK       | Aktöbe FK         | Tobil Kosztanaj  | Jafar Irismetov (Alma-Ata FK, 17 góllal)                                                 |
| 2007  | Aktöbe FK        | Tobil Kosztanaj   | Sahter Karagandi | Jafar Irismetov (Alma-Ata FK, 17 góllal)                                                 |
| 2008  | Aktöbe FK        | Tobil Kosztanaj   | Jertisz Pavlodar | Murat Tlesev (Jertisz Pavlodar, 13 góllal)                                               |
| 2009  | Aktöbe FK        | Lokomotiv Asztana | Sahter Karagandi | Murat Tlesev (Aktöbe FK, 20 góllal) Wladimir Baýramow (Tobil Kosztanaj, 20 góllal)       |
| 2010  | Tobil Kosztanaj  | Aktöbe FK         | Jertisz Pavlodar | Ulugʻbek Baqoyev (Tobil Kosztanaj, 16 góllal)                                            |
| 2011  | Sahter Karagandi | Zsetiszu FK       | Aktöbe FK        | Ulugʻbek Baqoyev (Zsetiszu, 18 góllal)                                                   |
| 2012  | Sahter Karagandi | Jertisz Pavlodar  | Aktöbe FK        | Ulugʻbek Baqoyev (Jertisz, 14 góllal)                                                    |
| 2013  | Aktöbe           | Asztana FK        | Kajrat Almati    | Ihor Zsenkovics (Sahter Karagandi, 15 góllal)                                            |
| 2014  | Asztana FK       | Aktöbe FK         | Kajrat Almati    | Foxi Kéthévoama (Asztana, 16 góllal)                                                     |
| 2015  | Asztana FK       | Kajrat Almati     | Aktöbe FK        | Gerard Gohou (Kajrat, 22 góllal)                                                         |
| 2016  | Asztana FK       | Kajrat Almati     | Jertisz Pavlodar | Gerard Gohou (Kajrat, 22 góllal)                                                         |
| 2017  | Asztana FK       | Kajrat Almati     | Ordabaszi        | Gerard Gohou (Kajrat, 24 góllal)                                                         |
| 2018  | Asztana FK       | Kajrat Almati     | Tobil Kosztanaj  | Marcos Pizzelli (Aktöbe, 18 góllal)                                                      |
| 2019  | Asztana FK       | Kajrat Almati     | Ordabaszi        | [[]] (?, 19 góllal)                                                                      |

### Dicsőséglista
| Csapat                        | Bajnoki címek | Ezüstérmes | Bronzérmes | Győztes szezonok                   |
| ----------------------------- | ------------- | ---------- | ---------- | ---------------------------------- |
| Asztana FK                    | 6             | 2          | 0          | 2014, 2015, 2016, 2017, 2018, 2019 |
| Jertisz Pavlodar              | 5             | 4          | 6          | 1993, 1997, 1999, 2002, 2003       |
| Aktöbe FK                     | 5             | 3          | 3          | 2005, 2007, 2008, 2009, 2013       |
| Asztana FK (ma Asztana-64 FK) | 3             | 0          | 1          | 2000, 2001, 2006                   |
| Szemej FK                     | 3             | 0          | 1          | 1994, 1995, 1998                   |
| Kajrat Almati                 | 2             | 5          | 5          | 1992, 2004                         |
| Sahtyor Karagandi             | 2             | 0          | 3          | 2011, 2012                         |
| Tobil Kosztanaj               | 1             | 4          | 3          | 2010                               |
| Taraz FK                      | 1             | 2          | 0          | 1996                               |
| Jeszil Bogatir                | 0             | 2          | 1          |                                    |
| Atirau FK                     | 0             | 2          | 0          |                                    |
| Ekibasztuzec                  | 0             | 2          | 0          |                                    |
| SZKIF-Ordabasy                | 0             | 1          | 3          |                                    |
| Lokomotiv Asztana             | 0             | 1          | 0          |                                    |
| Gornyak                       | 0             | 0          | 1          |                                    |
| Zsiger Simkent                | 0             | 0          | 1          |                                    |